# Fator VIII
O factor VIII de coagulação (FVIII) é uma proteína essencial para a coagulação do sangue, também chamada factor anti-hemofílico (AHF). Nos humanos o factor VIII é codificado pelo gene F8 do cromossoma X
Os defeitos neste gene originam hemofilia A, um transtorno de coagulação recessivo ligado ao cromossoma X. O factor VIII produz-se nas células sinusoidais do fígado e em células endoteliais não-hepáticas localizadas por todo o corpo. Esta proteína circula na corrente sanguínea na forma inactiva, unida a outra molécula chamada factor de von Willebrand. Na circulação sanguínea, o factor VIII apresenta uma meia vida de aproximadamente 12 horas quando estabilizado pelo fator de Von Willebrand, outra proteína plasmática multimérica, e que, entre outras funções, direciona o FVIII aos sítios de perda da integridade vascular. Em resposta a uma destas lesões, o factor de coagulação VIII é activado e separa-se do factor de von Willebrand. A proteína activa (que se costuma denominar factor VIIIa) interage com outro factor de coagulação chamado factor IX. Esta interacção inicia ma cadeia de reacções químicas adicionais que forma um coágulo sanguíneo.
O factor VIII participa na coagulação do sangue; é um co-factor do factor IXa, o qual, na presença de Ca2+ e fosfolipídeos, forma um complexo que converte o factor X na sua forma activada Xa. O gene do factor VIII produz dois transcritos por splicing alternativo. A variante de transcrição 1 codifica uma grande glicoproteína, a isoforma a, que circula no plasma e associa-se ao factor de von Willebrand num complexo não covalente. Esta proteína sofre múltiplos eventos de clivagem. A variante de transcrição 2 codifica uma putativa pequena proteína, a isoforma b, que consta principalmente do domínio de união a fosfolipídeos do factor VIIIc. Este domínio de união é essencial para a actividade coagulante.
As pessoas com altos níveis de factor VIII apresentam maior risco de sofrer trombose venosa profunda e embolia pulmonar. O cobre é um co-factor necessário para o factor VIII e a deficiência de cobre aumenta a actividade do factor VIII.
Existe uma formula farmacêutica com factor VIII que está na lista de medicamentos essenciais da OMS, onde figuram as medicinas mais importantes necessárias num sistema de higiene básico.